# Stuttgart Open
Stuttgart Open – męski turniej tenisowy rangi ATP Tour 250 zaliczany do cyklu ATP Tour. Rozgrywany jest od 1978 roku na kortach ceglanych w niemieckim Stuttgarcie. Od 2015 roku rozgrywany jest na nawierzchni trawiastej tuż po zakończeniu French Open.

## Mecze finałowe

### Gra pojedyncza
| Rok  | Zwycięzca                                    | Finalista                                    | Wynik                                        |
| 2025 | Taylor Fritz                                 | Alexander Zverev                             | 6:3, 7:6(0)                                  |
| 2024 | Jack Draper                                  | Matteo Berrettini                            | 3:6, 7:6(5), 6:4                             |
| 2023 | Frances Tiafoe                               | Jan-Lennard Struff                           | 4:6, 7:6(1), 7:6(8)                          |
| 2022 | Matteo Berrettini                            | Andy Murray                                  | 6:4, 5:7, 6:3                                |
| 2021 | Marin Čilić                                  | Félix Auger-Aliassime                        | 7:6(2), 6:3                                  |
| 2020 | Turniej anulowano z powodu pandemii COVID-19 | Turniej anulowano z powodu pandemii COVID-19 | Turniej anulowano z powodu pandemii COVID-19 |
| 2019 | Matteo Berrettini                            | Félix Auger-Aliassime                        | 6:4, 7:6(11)                                 |
| 2018 | Roger Federer                                | Milos Raonic                                 | 6:4, 7:6(3)                                  |
| 2017 | Lucas Pouille                                | Feliciano López                              | 4:6, 7:6(5), 6:4                             |
| 2016 | Dominic Thiem                                | Philipp Kohlschreiber                        | 6:7(2), 6:4, 6:4                             |
| 2015 | Rafael Nadal                                 | Viktor Troicki                               | 7:6(3), 6:3                                  |
| 2014 | Roberto Bautista-Agut                        | Lukáš Rosol                                  | 6:3, 4:6, 6:2                                |
| 2013 | Fabio Fognini                                | Philipp Kohlschreiber                        | 5:7, 6:4, 6:4                                |
| 2012 | Janko Tipsarević                             | Juan Mónaco                                  | 6:4, 5:7, 6:3                                |
| 2011 | Juan Carlos Ferrero                          | Pablo Andújar                                | 6:4, 6:0                                     |
| 2010 | Albert Montañés                              | Gaël Monfils                                 | 6:2, 1:2 krecz                               |
| 2009 | Jérémy Chardy                                | Victor Hănescu                               | 1:6, 6:3, 6:4                                |
| 2008 | Juan Martín del Potro                        | Richard Gasquet                              | 6:4, 7:5                                     |
| 2007 | Rafael Nadal                                 | Stanislas Wawrinka                           | 6:4, 7:5                                     |
| 2006 | David Ferrer                                 | José Acasuso                                 | 6:4, 3:6, 6:7(3), 7:5, 6:4                   |
| 2005 | Rafael Nadal                                 | Gastón Gaudio                                | 6:3, 6:3, 6:4                                |
| 2004 | Guillermo Cañas                              | Gastón Gaudio                                | 5:7, 6:2, 6:0, 1:6, 6:3                      |
| 2003 | Guillermo Coria                              | Tommy Robredo                                | 6:2, 6:2, 6:1                                |
| 2002 | Michaił Jużny                                | Guillermo Cañas                              | 6:3, 3:6, 3:6, 6:4, 6:4                      |
| 2001 | Gustavo Kuerten                              | Guillermo Cañas                              | 6:3, 6:2, 6:4                                |
| 2000 | Franco Squillari                             | Gastón Gaudio                                | 6:2, 3:6, 4:6, 6:4, 6:2                      |
| 1999 | Magnus Norman                                | Tommy Haas                                   | 6:7(6), 4:6, 7:6(7), 6:0, 6:3                |
| 1998 | Gustavo Kuerten                              | Karol Kučera                                 | 4:6, 6:2, 6:4                                |
| 1997 | Àlex Corretja                                | Karol Kučera                                 | 6:2, 7:5                                     |
| 1996 | Thomas Muster                                | Jewgienij Kafielnikow                        | 6:2, 6:2, 6:4                                |
| 1995 | Thomas Muster                                | Jan Apell                                    | 6:2, 6:2                                     |
| 1994 | Alberto Berasategui                          | Andrea Gaudenzi                              | 7:5, 6:3, 7:6(5)                             |
| 1993 | Magnus Gustafsson                            | Michael Stich                                | 6:3, 6:4, 3:6, 4:6, 6:4                      |
| 1992 | Andrij Medwediew                             | Wayne Ferreira                               | 6:1, 6:4, 6:7(5), 2:6, 6:1                   |
| 1991 | Michael Stich                                | Alberto Mancini                              | 1:6, 7:6(9), 6:4, 6:2                        |
| 1990 | Goran Ivanišević                             | Guillermo Pérez Roldán                       | 6:7, 6:1, 6:4, 7:6                           |
| 1989 | Martín Jaite                                 | Goran Prpić                                  | 6:3, 6:2                                     |
| 1988 | Andre Agassi                                 | Andrés Gómez                                 | 6:4, 6:2                                     |
| 1987 | Miloslav Mečíř                               | Jan Gunnarsson                               | 6:0, 6:2                                     |
| 1986 | Martín Jaite                                 | Jonas Svensson                               | 7:5, 6:2                                     |
| 1985 | Ivan Lendl                                   | Brad Gilbert                                 | 6:4, 6:0                                     |
| 1984 | Henri Leconte                                | Gene Mayer                                   | 7:6, 6:0, 1:6, 6:1                           |
| 1983 | José Higueras                                | Heinz Günthardt                              | 6:1, 6:1, 7:6                                |
| 1982 | Ramesh Krishnan                              | Sandy Mayer                                  | 5:7, 6:3, 6:3, 7:6                           |
| 1981 | Björn Borg                                   | Ivan Lendl                                   | 1:6, 7:6, 6:2, 6:4                           |
| 1980 | Vitas Gerulaitis                             | Wojciech Fibak                               | 6:2, 7:5, 6:2                                |
| 1979 | Tomáš Šmíd                                   | Ulrich Pinner                                | 6:4, 6:0, 6:2                                |
| 1978 | Ulrich Pinner                                | Kim Warwick                                  | 6:4, 6:2, 7:6                                |

### Gra podwójna
| Rok  | Zwycięzcy                                    | Finaliści                                    | Wynik                                        |
| 2025 | Santiago González Austin Krajicek            | Alex Michelsen Rajeev Ram                    | 6:4, 6:4                                     |
| 2024 | Rafael Matos Marcelo Melo                    | Julian Cash Robert Galloway                  | 3:6, 6:3, 10–8                               |
| 2023 | Nikola Mektić Mate Pavić                     | Kevin Krawietz Tim Pütz                      | 7:6(2), 6:3                                  |
| 2022 | Hubert Hurkacz Mate Pavić                    | Tim Pütz Michael Venus                       | 7:6(3), 7:6(5)                               |
| 2021 | Marcelo Demoliner Santiago González          | Ariel Behar Gonzalo Escobar                  | 4:6, 6:3, 10–8                               |
| 2020 | Turniej anulowano z powodu pandemii COVID-19 | Turniej anulowano z powodu pandemii COVID-19 | Turniej anulowano z powodu pandemii COVID-19 |
| 2019 | John Peers Bruno Soares                      | Rohan Bopanna Denis Shapovalov               | 7:5, 6:3                                     |
| 2018 | Philipp Petzschner Tim Pütz                  | Robert Lindstedt Marcin Matkowski            | 7:6(5), 6:3                                  |
| 2017 | Jamie Murray Bruno Soares                    | Oliver Marach Mate Pavić                     | 6:7(4), 7:5, 10–5                            |
| 2016 | Marcus Daniell Artem Sitak                   | Oliver Marach Fabrice Martin                 | 6:7(4), 6:4, 10–8                            |
| 2015 | Rohan Bopanna Florin Mergea                  | Alexander Peya Bruno Soares                  | 5:7, 6:2, 10–7                               |
| 2014 | Mateusz Kowalczyk Artem Sitak                | Guillermo García-López Philipp Oswald        | 2:6, 6:1, 10–7                               |
| 2013 | Facundo Bagnis Thomaz Bellucci               | Tomasz Bednarek Mateusz Kowalczyk            | 2:6, 6:4, 11–9                               |
| 2012 | Jérémy Chardy Łukasz Kubot                   | Michal Mertiňák André Sá                     | 6:1, 6:3                                     |
| 2011 | Jürgen Melzer Philipp Petzschner             | Marcel Granollers Marc López                 | 6:3, 6:4                                     |
| 2010 | Carlos Berlocq Eduardo Schwank               | Christopher Kas Philipp Petzschner           | 7:6(5), 7:6(6)                               |
| 2009 | František Čermák Michal Mertiňák             | Victor Hănescu Horia Tecău                   | 7:5, 6:4                                     |
| 2008 | Christopher Kas Philipp Kohlschreiber        | Michael Berrer Mischa Zverev                 | 6:3, 6:4                                     |
| 2007 | František Čermák Leoš Friedl                 | Guillermo García-López Fernando Verdasco     | 6:4, 6:4                                     |
| 2006 | Gastón Gaudio Maks Mirny                     | Yves Allegro Robert Lindstedt                | 7:5, 6:7(4), 12–10                           |
| 2005 | Sebastián Prieto José Acasuso                | Mariano Hood Tommy Robredo                   | 7:6(4), 6:3                                  |
| 2004 | Jiří Novák Radek Štěpánek                    | Simon Aspelin Todd Perry                     | 6:2, 6:4                                     |
| 2003 | Tomáš Cibulec Pavel Vízner                   | Jewgienij Kafielnikow Kevin Ullyett          | 3:6, 6:3, 6:4                                |
| 2002 | Joshua Eagle David Rikl                      | David Adams Gastón Etlis                     | 6:3, 6:4                                     |
| 2001 | Guillermo Cañas Rainer Schüttler             | Michael Hill Jeff Tarango                    | 4:6, 7:6(1), 6:4                             |
| 2000 | Jiří Novák David Rikl                        | Lucas Arnold Ker Donald Johnson              | 5:7, 6:2, 6:3                                |
| 1999 | Jaime Oncins Daniel Orsanic                  | Ałeksandar Kitinow Jack Waite                | 6:3, 4:6, 6:4                                |
| 1998 | Olivier Delaître Fabrice Santoro             | Joshua Eagle Jim Grabb                       | 6:1, 3:6, 6:3                                |
| 1997 | Gustavo Kuerten Fernando Meligeni            | Donald Johnson Francisco Montana             | 6:4, 6:4                                     |
| 1996 | Libor Pimek Byron Talbot                     | Tomás Carbonell Francisco Roig               | 6:2, 5:7, 6:4                                |
| 1995 | Tomás Carbonell Francisco Roig               | Ellis Ferreira Jan Siemerink                 | 3:6, 6:3, 6:4                                |
| 1994 | Scott Melville Piet Norval                   | Jacco Eltingh Paul Haarhuis                  | 7:6, 7:5                                     |
| 1993 | Tom Nijssen Cyril Suk                        | Gary Muller Piet Norval                      | 7:6, 6:3                                     |
| 1992 | Glenn Layendecker Byron Talbot               | Javier Sánchez Marc Rosset                   | 4:6, 6:3, 6:4                                |
| 1991 | Wally Masur Emilio Sánchez                   | Omar Camporese Goran Ivanišević              | 4:6, 6:3, 6:4                                |
| 1990 | Pieter Aldrich Danie Visser                  | Per Henricsson Nicklas Utgren                | 6:3, 6:4                                     |